# Galaxy Angel
Galaxy Angel (ギャラクシーエンジェル, Gyarakushī Enjeru) é uma série japonesa de animação (mais conhecidos como anime). Foi produzida por Madhouse e Broccoli e durou quatro temporadas. Foi também adaptado para um mangá que rendeu oito volumes. Galaxy Angel nos mostra a história de garotas membros de uma organização que resolve determinados problemas, mas que em princípio dedica-se à busca de objectos conhecidos como "Tecnologia Perdida".

## Enredo
Milfeulle Sakuraba é uma garota de 17 anos que entra para o Angel Brigade (Esquadrão Angel). Suas parceiras de equipe são Ranpha, Forte, Mint e Vanilla; juntas, procuram por "Tecnologia Perdida", dispositivos com poderes quase mágicos. Mas elas não sabem como essas tecnologias perdidas são, então dá para perceber que isso complica tudo em diversas formas.

## Personagens

### Milfeulle Sakuraba
Milfeulle Sakuraba (ミルフィーユ・桜葉, Murufīyu Sakuraba) é optimista, sensível, precipitada e bem intencionada com cabelo rosa. As suas ideias são sempre sem sentido e às vezes estúpidas. Tem 17 anos de idade e adora fazer bolos, bolachas e cozinher para os outros. O seu quarto é uma cozinha. Antes de qualquer contratempo começa a chorar, e a sua princípal qualidade é que tem "boa sorte", mas os que a rodeiam não tem tanto. Ela pilota a nave chamada "Lucky Star".

### Ranpha Franboise
Ranpha Franboise (蘭花・フランボワーズ, Ranka Furanbowāzu) é uma rapariga com 18 anos e dom cabelo loiro de idade, atrativa, alta, esbelta e adora fazer e exercício físico. O seu quarto é um ginásio. É presumida e tem uma obsessão por homens. Embora muitas vezes ser carinhosa e sentimental. É praticamente a única "normal" dentro do grupo, e as suas habilidades lhe permitem que saia vitoriosa em muitas ocasiões. Ela pilota a nave chamada "Kung-fu Fighter".

### Forte Stollen
Forte Stollen (フォルテ・シュトーレン, Forute Shutōren) é a maior do grupo com cabelo vermelho e usa um monóculo. Tem 22 anos de idade e a sua grande obsessão são as armas de fogo, tal como assim o seu quarto está cheio de mostradores com armas antigas que ela colecciona. Na sua gabardina ela transporta pistolas, espingardas, metralhadoras e até lança-foguetes. A sua filosofia parece ser "dispara primeiro, pergunta depois". A sua atitude é muito séria e zanga-se com facilidade de qualquer coisa que não lhe agrade e tem a mesma obsessão que Rapha (dinheiro e luxo). Ela pilota a nave chamada "Happy Trigger".

### Mint Blancmanche
Mint Blancmanche (ミント・ブラマンシュ, Minto Buramanshu) é pequena com cabelo azul e as orelhas de coelho acima das suas orelhas humanas e tem 16 anos de idade. É a mais baixa em estatura do grupo. É quem em princípio organiza e coordena as actividades do grupo. Filha de uma família nobre. O seu quarto é muito luxuoso, tanto que até tem uma porta de segurança em ouro (como a dos bancos) onde quarda uma grande quantidade de desfarces que são o seu princípal hobbie. Ela é curiosa, séria e muito organizada. Também tem algo como um lado negro, ao deixar as suas amigas morrerem antes de a verem em uma situação vergonhosa. Ela pilota a nave chamada "Trick master".

### Vanilla H
Vanilla H (ヴァニラ・アッシュ, Vanira Asshu) é a mais jovem do grupo com apenas 13 anos e com cabelo verde de idade. Fala pouco e quando o faz é só com referências religiosas. O seu quarto é um estranho templo. Sempre faz o que lhe pedem, tanto que até pode arriscar a sua vida para o fazer. Com a sua voz monótono e que não perturba, ela dá um toque cómico e possui um estranho poder curativo. Ela pilota a nave chamada "Hanvester".

### Outros
- Chitose Karasuma
- Comandante Volcott
- Normad
- Major Mary
- Cocomo
- Malibu
- Tact Myers(apenas nos especials Moonlit lovers e Eternal Lovers)

## Músicas

### Temas de abertura
- "Galaxy☆Bang! Bang!" (ギャラクシー☆Bang!Bang!, Gyarakushī☆...)

Interpretado por: Esquadrão Angel (Angel-tai)
- "Yumemitai☆Angel-tai" (夢見たい☆エンジェル隊, Yumemitai☆Enjeru-tai)

Interpretado por: Esquadrão Angel (Angel-tai)
- "Angel★Ukki (エンジェル★うっきー, Enjeru★Ukkī)

Interpretado por: Esquadrão Angel (Angel-tai)
- "Angel★Rock n Roll" (エンジェル★ろっけんろー, Enjeru★Rokke n Rō)

Interpretado por: Esquadrão Angel (Angel-tai)

## Temas de encerramento
- "Horoscope Rhapsody" (ホロスコープ・ラプソディー, Horosukōpu Rapundī)

Interpretado por: Esquadrão Angel (Angel-tai)
- "Happy Question" (はっぴぃ・くえすちょん, Happī Kuesuchon)

Interpretado por: Esquadrão Angel (Angel-tai)
- "Angel Wasshoi!" (エンジェルわっしょい!, Enjeru Wasshoi!)

Interpretado por: Esquadrão Angel (Angel-tai)
- "Dotabata*Angel Loop" (ドタバタ☆エンジェループ, Dotabata☆Enjeru Rūpu)

Interpretado por: Esquadrão Angel (Angel-tai)
- "In the Chaos"

Interpretado por: Jam Project
- "Jelly Beans"

Interpretado por: Shintani Ryoko e Gotou Saori
- "Final Flight"

Interpretado por: Esquadrão Angel (Angel-tai)